# Gouvernement Modibo Sidibé (1)
République du Mali
O.I. Maïga M. Sidibé II
Le 28 septembre 2007, le président de la république du Mali, Amadou Toumani Touré a nommé Modibo Sidibé Premier ministre. Cette nomination suit la réélection d’Amadou Toumani Touré le 29 avril et les élections législatives de juillet 2007.
Le 3 octobre 2007, le président de la république, sur proposition du Premier ministre, a nommé les membres du gouvernement.
Le 9 avril 2009, le président Amadou Toumani Touré a procédé à un remaniement ministériel en gardant Modibo Sidibé comme Premier ministre. Voir : Gouvernement de Modibo Sidibé du 9 avril 2009

## Composition du gouvernement du 3 octobre 2007
- Premier Ministre : Modibo Sidibé
- Ministre de l'Emploi et de la Formation Professionnelle : Ibrahima N'Diaye
- Ministre de la Santé : Oumar Ibrahima Touré
- Ministre de l'Artisanat et du Tourisme : N’Diaye Bah
- Ministre de l'Administration Territoriale et des Collectivités Locales : général Kafougouna Koné
- Ministre de l'Élevage et de la Pêche : Mme Diallo Madeleine Bâ
- Ministre des Affaires Étrangères et de la Coopération Internationale : Moctar Ouane
- Ministre de l'Agriculture : Tiémoko Sangaré
- Ministre de l'Économie, de l'Industrie et du Commerce : Mme Bâ Fatoumata Nènè Sy limogée par le président de la république, le 4 avril 2008 et remplacée par Amadou Abdoulaye Diallo[3].
- Ministre de l'Énergie, des Mines et de l'Eau : Ahmed Sow (a donné sa démission le 29 septembre 2008[4]) puis Mamadou Diarra (nommé le 1er octobre 2008[5])
- Ministre de l'Équipement et des Transports : Ahmed Diane Séméga
- Ministre des Finances : Abou-Bakar Traoré
- Ministre de la Sécurité Intérieur et de la Protection Civile : général Sadio Gassama
- Ministre des Enseignements Secondaire, Supérieur et de la Recherche Scientifique : Amadou Touré
- Ministre de la Défense et des Anciens Combattants : Natié Pléa
- Ministre de l'Éducation de Base, de l'Alphabétisation et des Langues Nationales : Mme Sidibé Aminata Diallo
- Ministre des Maliens de l'Extérieur et de l'Intégration Africaine : Badara Aliou Macalou
- Ministre de la Promotion de la Femme, de l'Enfant et de la Famille : Mme Maïga Sina Damba
- Ministre de la Communication et des Nouvelles Technologies : Mme Diarra Mariam Flantié Diallo
- Ministre de l'Environnement et de l'Assainissement : Agatam Ag Alhassane
- Ministre du Travail, de la Fonction Publique et de la Réforme de l'État : Abdoul Wahab Berthé
- Ministre du Développement Social, de la Solidarité et des Personnes Âgées : Sékou Diakité
- Ministre de la Justice, Garde des Sceaux : Maharafa Traoré
- Ministre du Logement, des Affaires Foncières et de l'Urbanisme : Mme Gakou Salamata Fofana
- Ministre de la Culture : Mohamed El Moctar
- Ministre de la Jeunesse et des Sports : Hamane Niang
- Ministre Chargé des Relations avec les Institutions, Porte-parole du Gouvernement : Mme Diabaté Fatoumata Guindo

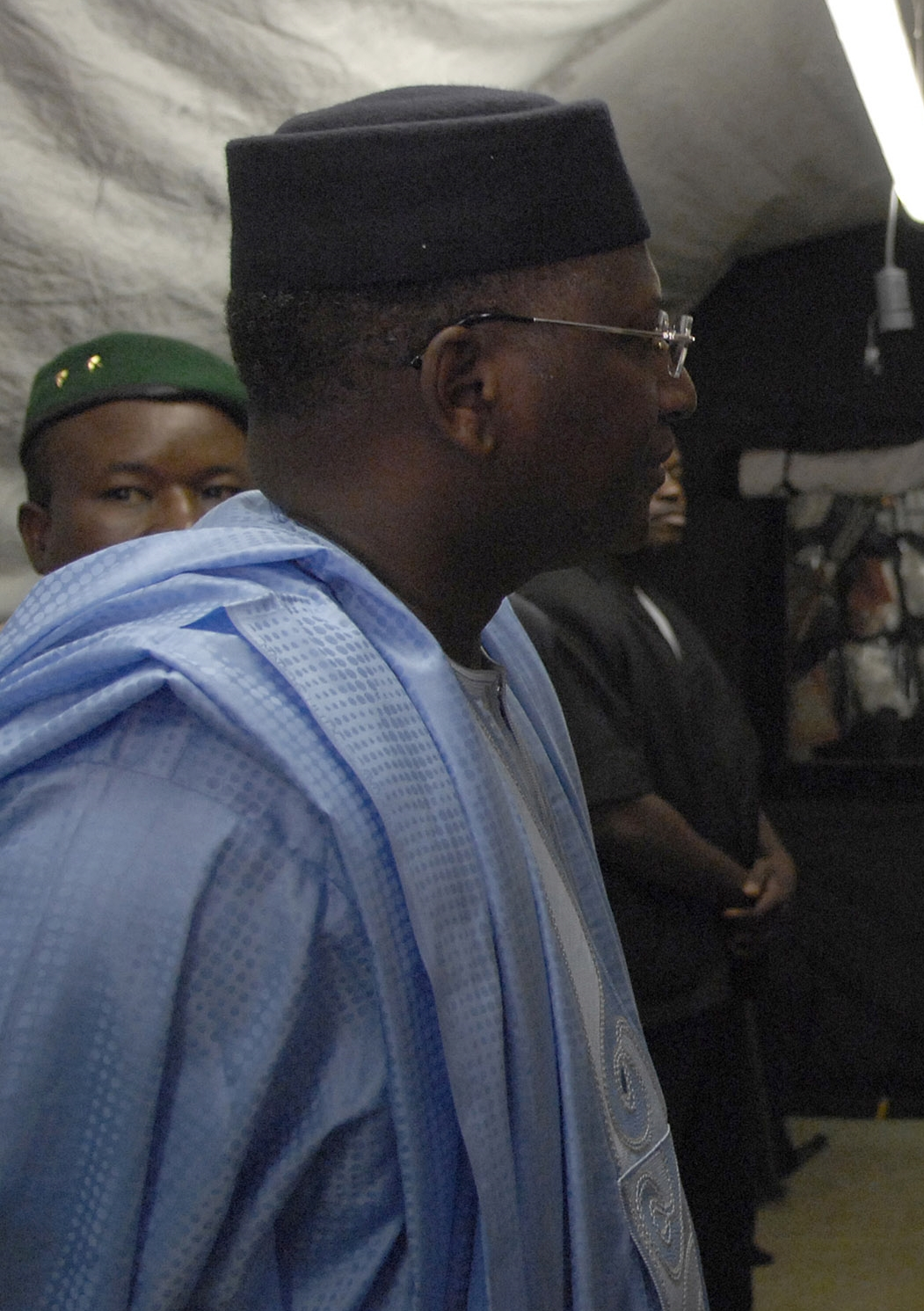
Modibo Sidibé, Premier ministre
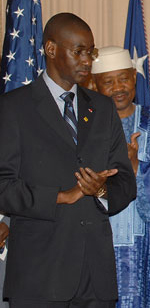
Moctar Ouane, Ministre des Affaires Étrangères et de la Coopération Internationale
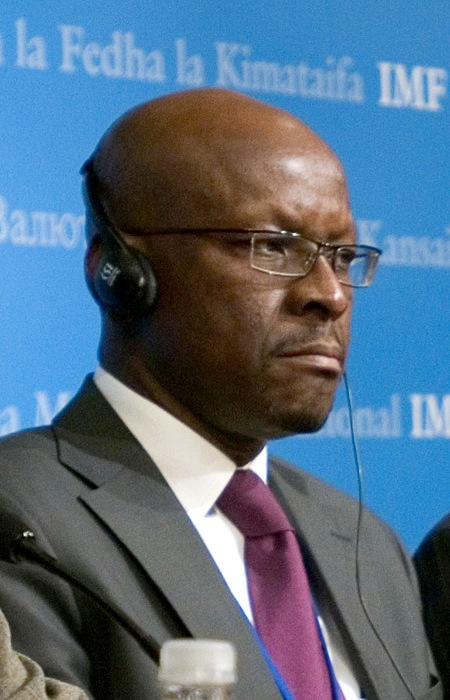
Abou-Bakar Traoré, Ministre des Finances